# Malá Úpa
Malá Úpa là một làng thuộc huyện Trutnov, vùng Královéhradecký, Cộng hòa Séc.